# Toxorhina
Toxorhina är ett släkte av tvåvingar. Toxorhina ingår i familjen småharkrankar.

## Dottertaxa tillToxorhina, i alfabetisk ordning[1]
- Toxorhina acanthobasis
- Toxorhina americana
- Toxorhina ammoula
- Toxorhina angustilinea
- Toxorhina approximata
- Toxorhina atripes
- Toxorhina atritarsis
- Toxorhina australasiae
- Toxorhina basalis
- Toxorhina basiseta
- Toxorhina biceps
- Toxorhina biroi
- Toxorhina bispinosa
- Toxorhina bistyla
- Toxorhina brachymera
- Toxorhina brevifrons
- Toxorhina brevirama
- Toxorhina brevisector
- Toxorhina brevistyla
- Toxorhina brunniventris
- Toxorhina caledonica
- Toxorhina capnitis
- Toxorhina carunculata
- Toxorhina centralis
- Toxorhina chiapasensis
- Toxorhina cisatlantica
- Toxorhina claripennis
- Toxorhina cocottensis
- Toxorhina contractifrons
- Toxorhina cornigera
- Toxorhina curtipennis
- Toxorhina curvata
- Toxorhina cuthbertsoni
- Toxorhina danieleae
- Toxorhina dendroidea
- Toxorhina digitifera
- Toxorhina distalis
- Toxorhina domingensis
- Toxorhina drysdalei
- Toxorhina duyagi
- Toxorhina edwardsi
- Toxorhina fasciata
- Toxorhina flavicostata
- Toxorhina flavida
- Toxorhina flavirostris
- Toxorhina formosensis
- Toxorhina fragilis
- Toxorhina fulvicolor
- Toxorhina fumipennis
- Toxorhina fuscolimbata
- Toxorhina gilesi
- Toxorhina grahami
- Toxorhina gressitti
- Toxorhina grossa
- Toxorhina growea
- Toxorhina hoogstraali
- Toxorhina imperatrix
- Toxorhina incerta
- Toxorhina infumata
- Toxorhina infumipennis
- Toxorhina infuscula
- Toxorhina inobsepta
- Toxorhina jamaicensis
- Toxorhina juvenca
- Toxorhina kokodae
- Toxorhina latamera
- Toxorhina latifrons
- Toxorhina leucomelanopus
- Toxorhina leucostena
- Toxorhina levis
- Toxorhina longicollis
- Toxorhina luteibasis
- Toxorhina lyrata
- Toxorhina maculipennis
- Toxorhina magna
- Toxorhina majus
- Toxorhina mashona
- Toxorhina megatricha
- Toxorhina melanomera
- Toxorhina mendosa
- Toxorhina meridionalis
- Toxorhina mesorhyncha
- Toxorhina monostyla
- Toxorhina montina
- Toxorhina muliebris
- Toxorhina nasus
- Toxorhina nigripleura
- Toxorhina nigrivena
- Toxorhina nigropolita
- Toxorhina nimbipleura
- Toxorhina niveitarsis
- Toxorhina noeliana
- Toxorhina nympha
- Toxorhina occlusa
- Toxorhina ochracea
- Toxorhina ochreata
- Toxorhina parasimplex
- Toxorhina pergracilis
- Toxorhina perproducta
- Toxorhina phaeoneura
- Toxorhina phoracaena
- Toxorhina pictipennis
- Toxorhina pollex
- Toxorhina polycantha
- Toxorhina polytricha
- Toxorhina producta
- Toxorhina prolongata
- Toxorhina protrusa
- Toxorhina pulvinaria
- Toxorhina revulsa
- Toxorhina romblonensis
- Toxorhina scapania
- Toxorhina scimitar
- Toxorhina scita
- Toxorhina serpens
- Toxorhina seychellarum
- Toxorhina simplex
- Toxorhina simplicistyla
- Toxorhina sparsiseta
- Toxorhina staplesi
- Toxorhina stenomera
- Toxorhina stenophallus
- Toxorhina streptotrichia
- Toxorhina subfragilis
- Toxorhina superstes
- Toxorhina suttoni
- Toxorhina taeniomera
- Toxorhina taiwanicola
- Toxorhina tasmaniensis
- Toxorhina tenebrica
- Toxorhina tinctipennis
- Toxorhina tonkouiana
- Toxorhina toxopeana
- Toxorhina trichopyga
- Toxorhina trichorhyncha
- Toxorhina trilineata
- Toxorhina trilobata
- Toxorhina tuberculata
- Toxorhina tuberifera
- Toxorhina westralis
- Toxorhina westwoodi
- Toxorhina violaceipennis
- Toxorhina vulsa
- Toxorhina yamma